# 粉叶鱼藤
粉叶鱼藤（学名：Derris glauca）为豆科鱼藤属下的一个种。

## 扩展阅读
- 維基物種上的相關：粉叶鱼藤